# Škoda Karoq
Škoda Karoq — компактный кроссовер, который выпускается с 2017 года чешской автомобилестроительной компанией Škoda Auto. Модель создана на фольксвагеновской модульной платформе MQB, и пришла на замену Yeti. Первый показ Škoda Karoq прошёл 18 мая 2017 года на специальном мероприятии в Стокгольме. Продажи начались во второй половине 2017 года. Первоначально автомобиль выпускался только на чешском заводе Škoda в Квасины вместе со своими «собратьями» — «близнецом» SEAT Ateca и более крупным Škoda Kodiaq. Позже было запущено производство в чешском Млада-Болеславе и китайском Нинбо, с декабря 2019 года налажена сборка «Карока» в российском Нижнем Новгороде, а в 2020-м должен заработать сборочный конвейер в словацкой Братиславе.

## Значение имени
Это уже вторая модель чешского производителя (после Škoda Kodiaq), название которой связано с американским островом Кадьяк (Kodiak). На языке местного народа Алутиик слово «KAA’ROQ» означает «автомобиль», а слово «RUQ» переводится как «стрела» (стрела — один из центральных элементов логотипа чешского бренда). Из комбинации этих двух слов и было образовано имя Karoq.

## Описание

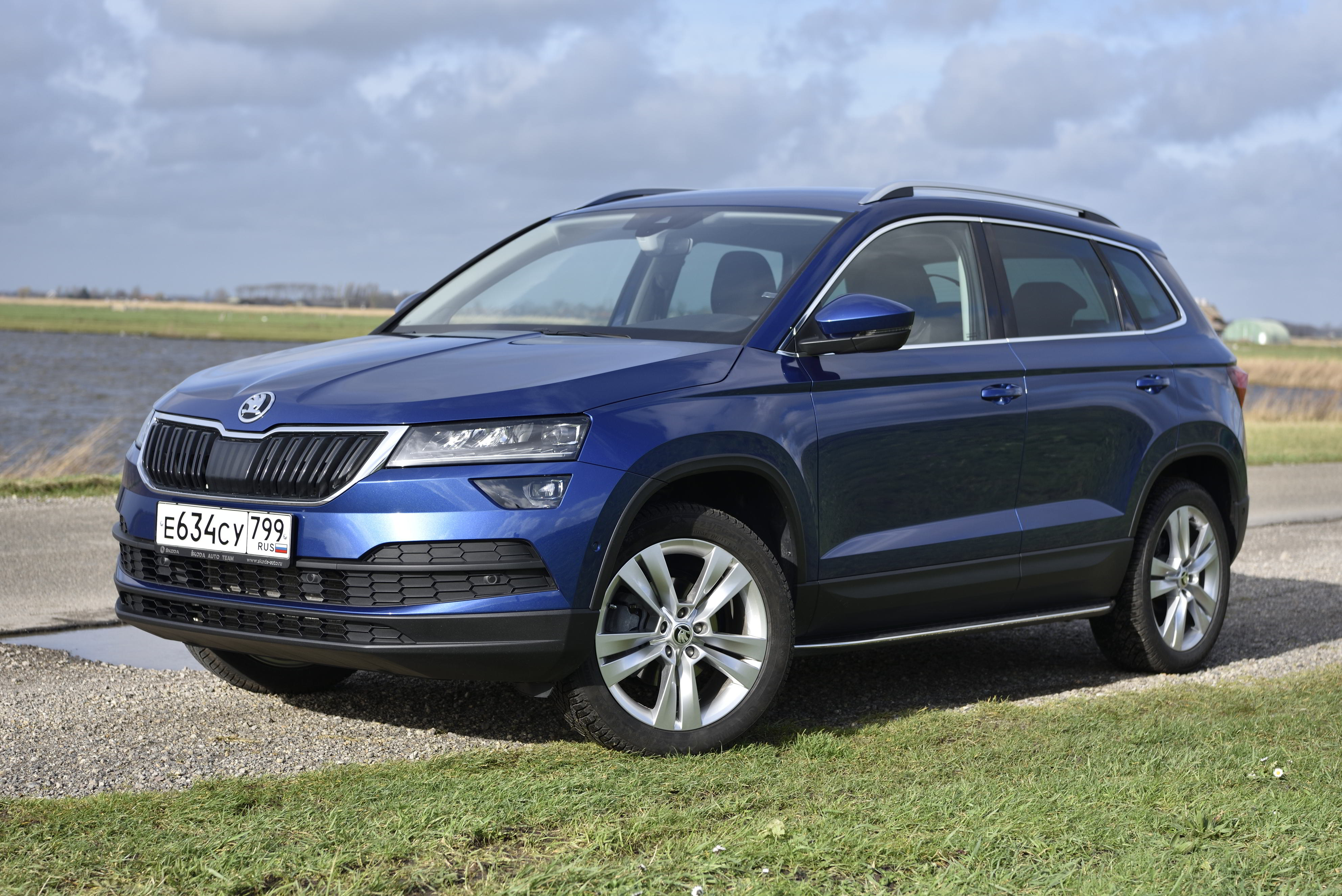
Škoda Karoq, вид спереди

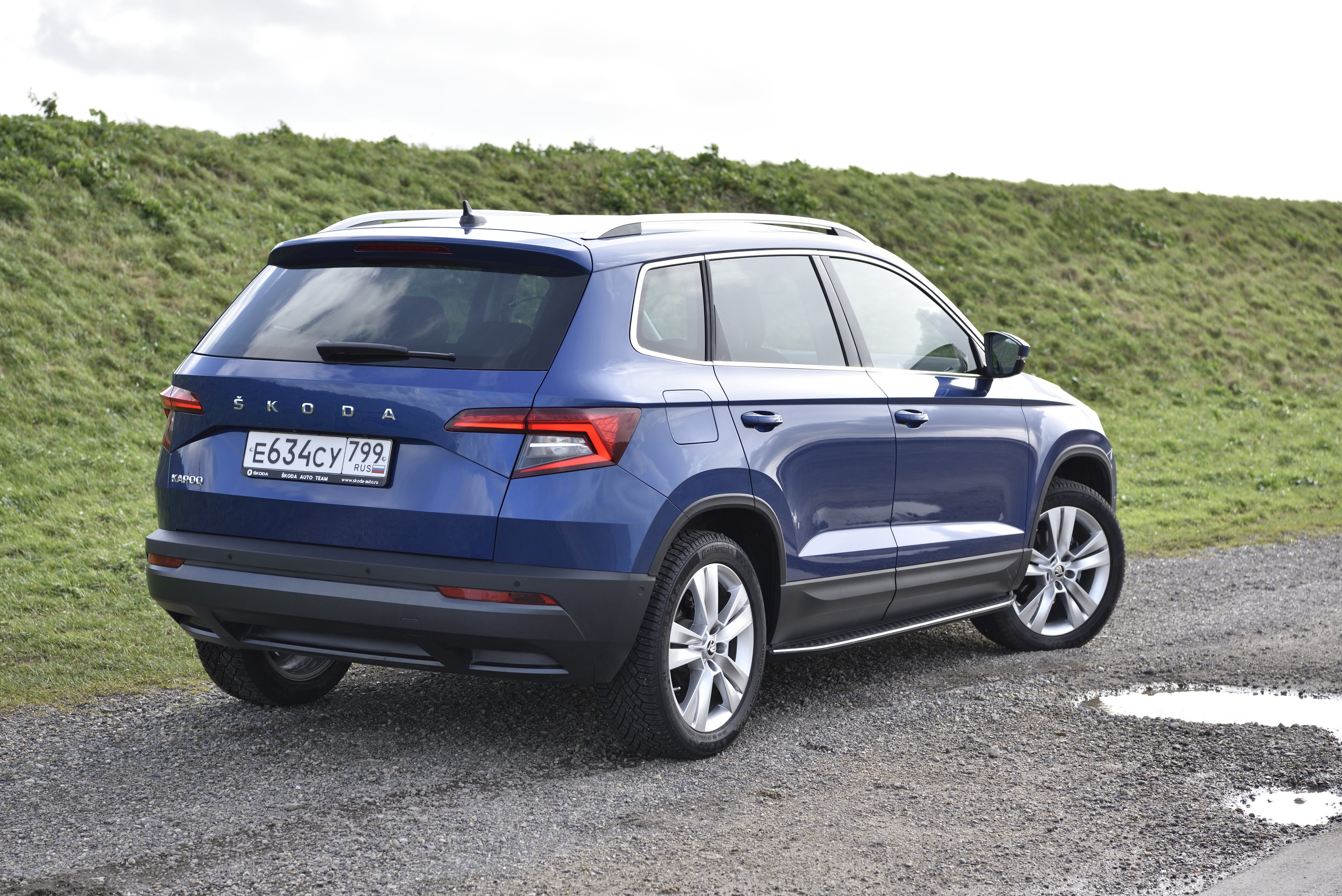
Škoda Karoq, вид сзади

Автомобиль был официально представлен на специальном мероприятии 18 мая 2017 года в столице Швеции Стокгольме. Производство началось 27 июля 2017 года в чешских Квасинах, а продажи стартовали осенью 2017 года. По сравнению с Yeti, своим предшественником, Karoq значительно больше — на 160 мм длиннее, на 35 мм шире, колёсная база увеличилась на 60 мм, и только по высоте он на 40 мм ниже. При этом Karoq имеет один из самых объёмных багажников в классе — от 521 л до 1810 л с демонтированными задними сиденьями. Автомобиль технически близок с SEAT Ateca, с которым он начал производиться в 2017-м на одном заводе, но производители обеих марок (Škoda и SEAT) постарались дифференцировать дизайн своих моделей, немного отличаются и габариты. Дизайнером чешской машины выступил Йозеф Кабан, для которого Karoq стал последним проектом серийной машины в компании. Китайская версия модели имеет увеличенную на 50 мм колёсную базу (до 2688 мм) и длину (до 4432 мм). Ближайшими родственниками «Карока» являются кроссоверы Škoda Kodiaq, Volkswagen Tiguan, Volkswagen Tharu/Volkswagen Tarek, Audi Q3, SEAT Arona, SEAT Tarraco, Cupra Formentor, Jetta VS5, Jetta VS7, построенные на той же платформе Volkswagen Group MQB, и имеющие большое число одинаковых узлов и агрегатов.
Для Karoq предлагается десять вариантов бензиновых и дизельных двигателей мощностью от 110 до 190 л.с. Гамма силовых агрегатов сильно отличается на рынках разных регионов. Так, в Европе представлены пять турбированных моторов, как бензиновых, так и дизельных. На китайском рынке предлагаются два бензиновых турбоварианта, на российском рынке также только две бензиновые версии, но одна из них с турбонаддувом, а вторая — атмосферная. И только на российском рынке в качестве коробки передач будет доступна гидромеханическая КПП, на всех других рынках в качестве автомата будет применяться только роботизированная DSG. Подвеска спереди — типа McPherson, сзади — полузависимая у переднеприводных вариантов и многорычажная у полноприводных.

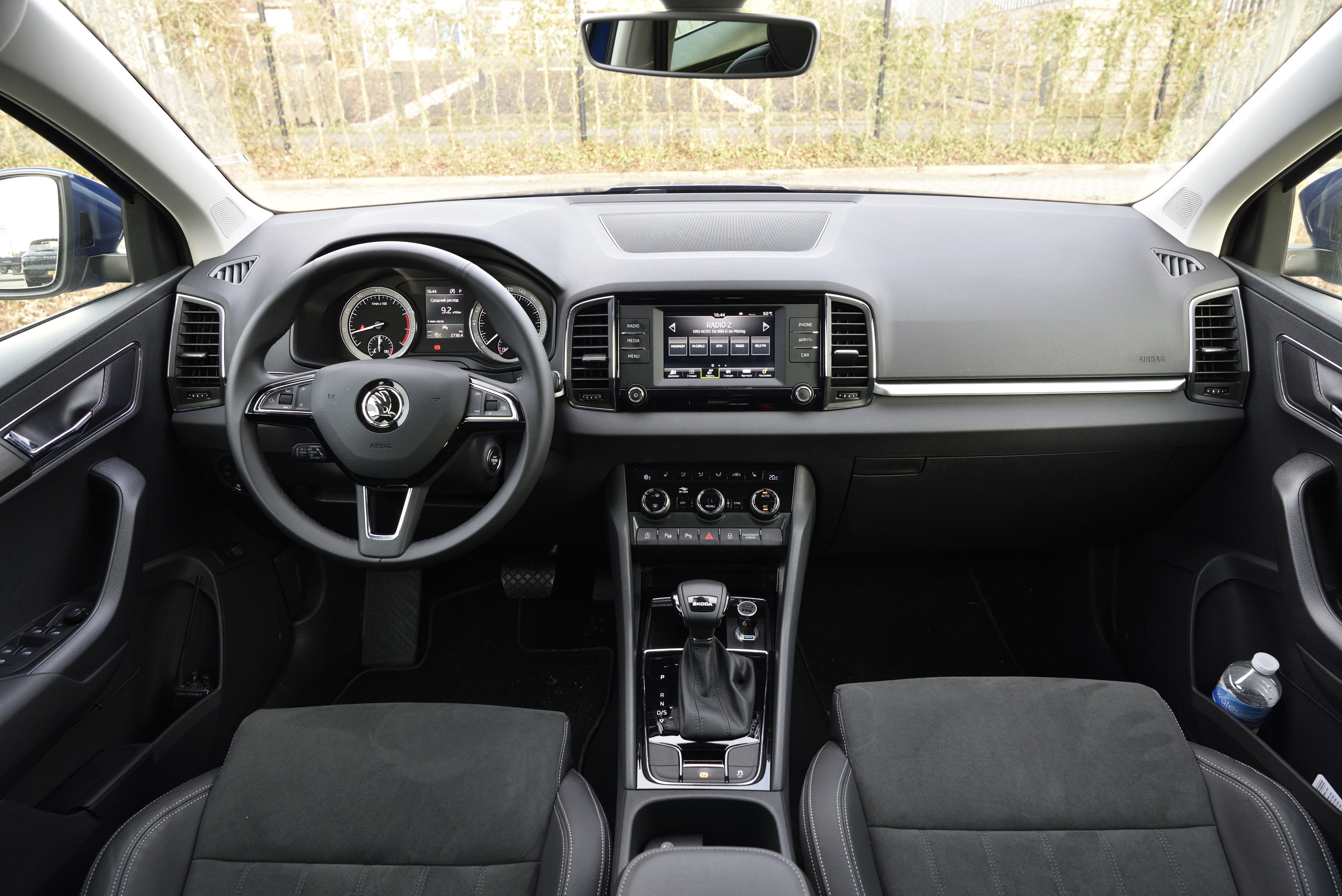
Интерьер Škoda Karoq

В список обязательного и дополнительного оборудования вошли некоторые решения, впервые применённые в автомобилях марки Škoda. Прежде всего это опциональная цифровая приборная панель с полностью настраиваемым графическим оформлением, на основе экрана диагональю 10,25 дюймов с разрешением 1280 × 480 точек, способного воспроизводить более 16 млн цветов, с автоматически настраиваемой яркостью, исходя из внешних условий освещённости. Водитель может выбрать один из нескольких вариантов отображения информации. Например, помимо привычной имитации приборов, он может выводить на всю ширину панели приборов, карту навигационной системы и др. В списке стандартного оснащения присутствуют: сенсорный экран на центральной панели (диагональю от 6,5 до 9,2 дюйма, в зависимости от уровня комплектации), светодиодные стоп-сигналы, климат-контроль.
В список дополнительного оборудования входят: полностью светодиодные адаптивные фары головного освещения, дополненные светодиодными противотуманными фарами с функцией освещения поворотов, функция бесконтактного открывания пятой двери движением ноги под бампером, адаптивное шасси DCC с электронно-управляемыми амортизаторами. Опциональный селектор выбора режима движения позволяет влиять на настройки ESC, противобуксовочной системы, АБС, электронной имитации блокировок дифференциалов, адаптивных амортизаторов, помощников подъёма в гору и спуска с холма. Внедрена мультимедийная платформа Volkswagen MIB последнего поколения с интерфейсами Apple CarPlay, Android Auto и MirrorLink, датчиками движения, распознающими жесты перед консолью. Есть полный набор фольксвагеновских электронных ассистентов, включая адаптивный круиз-контроль с радаром, позволяющий автоматически контролировать дистанцию до впередиидущего автомобиля, и при необходимости осуществлять автоматическое торможение машины до полной остановки, парктроники по кругу, многофункциональную камеру за лобовым стеклом, которая помогает следить за разметкой, переключать свет с ближнего на дальний. Кроме того, в числе опций — радарная система мониторинга слепых зон (ассистент перестроения), совмещённая с ассистентом движения задним ходом, с эффективной дальностью радаров — до 70 м, бесключевой доступ KESSY (открывание дверей и запуск двигателя). Плюс девять подушек безопасности, контроль усталости водителя, беспроводная зарядка смартфона и его соединение с внешней антенной, светодиодная окружающая подсветка в салоне, память на настройки кресла с электроприводом, климатической и развлекательной систем. Также — электроподогревы лобового стекла, рулевого колеса и кресел на обеих рядах, складные столики в спинках передних сидений, фирменная система трансформации салона и набор «Простых гениальных решений» (Simply Clever), приятных мелочей, которые помогают в различных повседневных ситуациях.

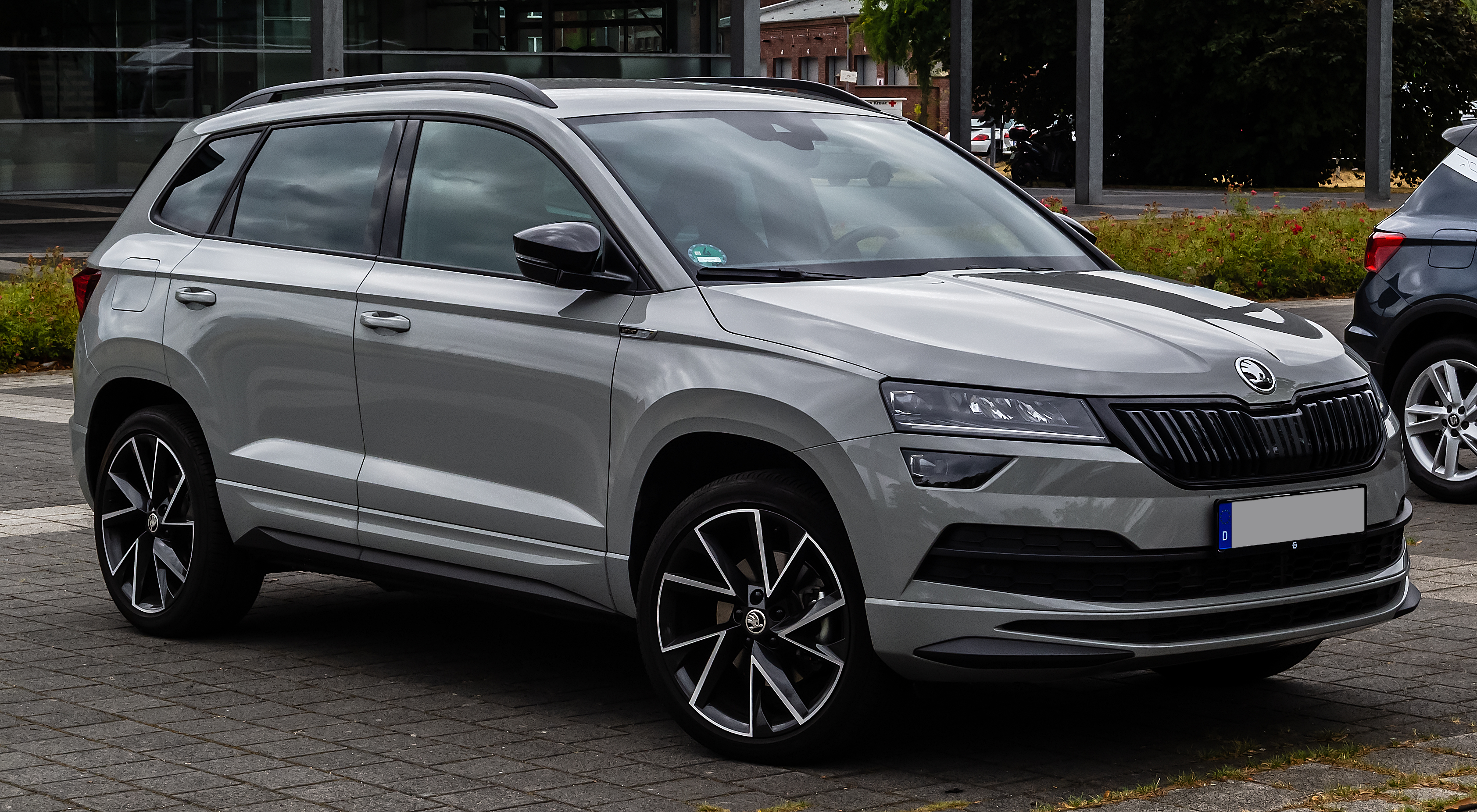
Škoda Karoq SportLine

В 2018 году дебютировали два новых исполнения модели. Karoq Scout отличается внешне защитным пластиковым обвесом серебристого цвета на бамперах и порогах, рейлингами на крыше также серебристого цвета, металлическими накладками на педали, особой обивкой сидений, расширенной базовой комплектацией, включающей цифровую приборную панель. Karoq Sportline получил накладки чёрного цвета на бамперы и пороги, в этот же цвет окрашены корпусы зеркал, рейлинги, окантовка радиаторной решётки. Интерьер выполнен преимущественно в чёрном цвете, включая отделку потолка. Добавились металлические накладки на педали, спортивный руль, полоски на панелях в цвет кузова, обивка кресел из «дышащей» трёхслойной ткани Thermoflux. Помимо внешних акцентов, SportLine получил самый мощный из бензиновых моторов — 2.0 TSI (190 л.с.), дебютировавший на модели Karoq.

## В России
Дебют модели Karoq на российском рынке состоялся 14 февраля 2020 года. В продажу сразу поступили машины, собранные на территории страны. Производство полного цикла развёрнуто в цехах Горьковского автомобильного завода, где также в рамках партнёрского проекта между Volkswagen Group и «Группой ГАЗ» выпускаются другие модели Škoda. При этом гамма силовых агрегатов является уникальной для модели, и не встречающейся в других регионах. Под капотом российских «Кароков» заняли место хорошо известные на рынке РФ бензиновые двигатели: атмосферные 1.6 MPI (110 л.с.), собираемые в Калуге, в паре с 5-ступенчатой механической КПП (привод только передний), и поставляемые из Европы турбомоторы 1.4 TSI (150 л.с.), сочетаемые с 8-ступенчатым японским «классическим автоматом» Aisin для переднеприводной машины, либо с 6-ступенчатым «роботом» DSG для полноприводного варианта. Karoq стал первой моделью компании Škoda на которой стала устанавливаться автоматическая коробка передач с восемью передачами, также она была несколько месяцев единственной моделью компании, у которой бензиновый турбомотор сочетается с гидромеханической коробкой передач, пока к российской гамме не добавилась турбированная «Октавия» 4-го поколения с такой же АКПП Aisin. Подобная вариация турбодвигателя с автоматом доступна сейчас для «Шкод» российского производства. Обязательными для России стали — система экстренного реагирования при авариях «ЭРА-ГЛОНАСС» и пакет для плохих дорог, предлагаемый в Европе за доплату, он включает усиленную защиту: моторного отсека, проводки, тормозных и топливной магистралей. Кроме того, были изменены калибровки пружин и амортизаторов подвески. На момент старта продаж Karoq предлагался только с двигателем 1.4 TSI, передним приводом и 8-ступенчатой автоматической КПП. В апреле 2020 года дебютировал полноприводный вариант с турбомотором 1.4 TSI (150 л.с.), 6-ступенчатой КПП DSG и многорычажной задней подвеской. Базовая версия для российского рынка — переднеприводная с 1,6-литровым атмосферным двигателем и 5-ступенчатой механической КПП стала доступна для приобретения с октября 2020 года. А в течение 2021 года планируется дебют на модели 6-ступенчатой автоматической КПП в сочетании с этим двигателем.
| Продажи, шт. | Продажи, шт. |
| Год          | В Роcсии     |
| ------------ | ------------ |
| 2020         | 26267        |

## Отзывы и награды

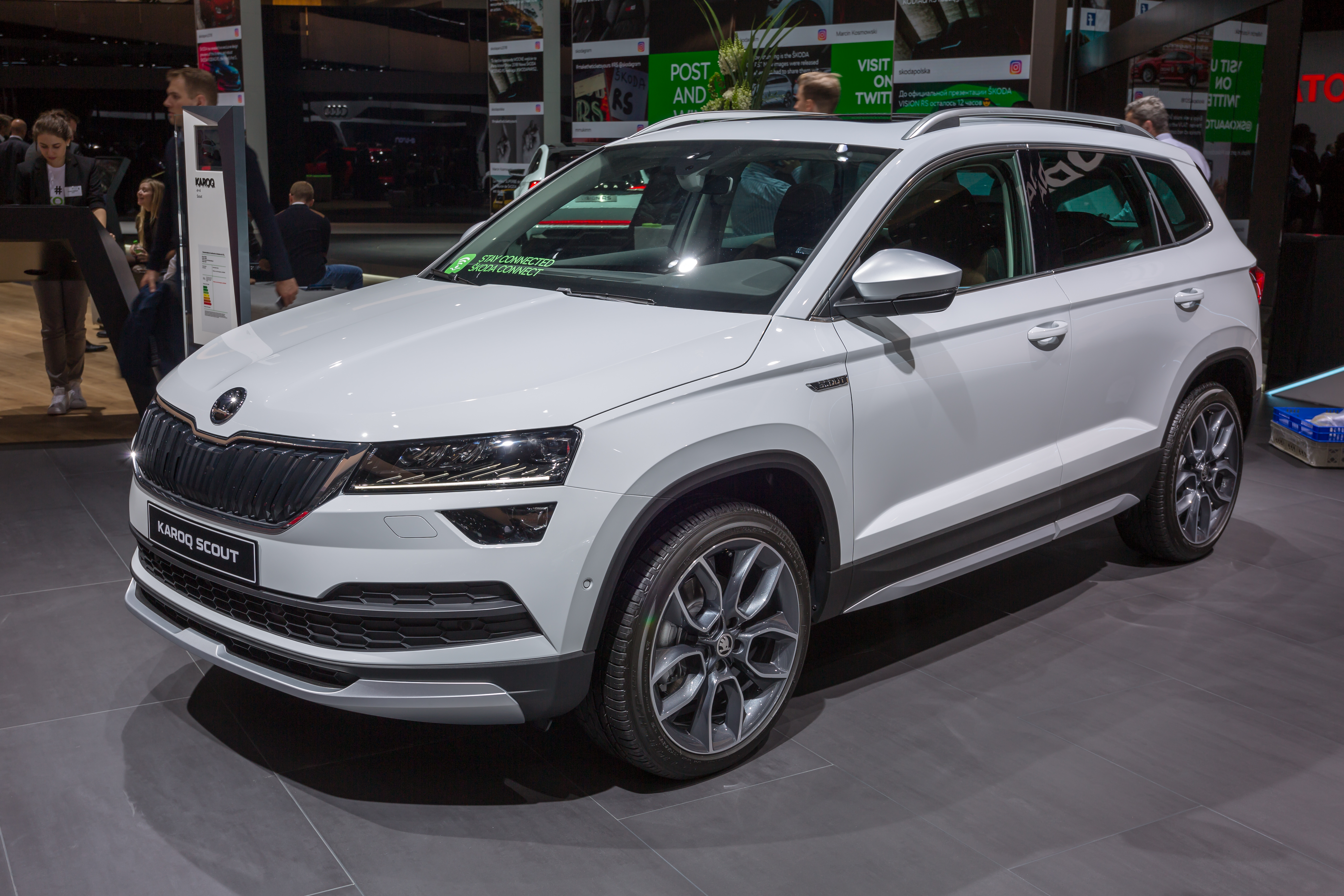
Škoda Karoq Scout

Читатели немецкого журнала auto motor und sport по итогам опроса 2017 года назвали Škoda Karoq «самым красивым компактным внедорожником», присвоив ему награду под названием Autonis. По итогам опроса читателей, проведённом немецким автомобильным журналом Auto Bild в 2017 году, новичок стал победителем престижной премии «Золотой руль» в категории «Лучший компактный внедорожник». Также Karoq стал победителем конкурса «Автомобиль года 2018 в Чешской республике», который проводила Чешская ассоциация импортёров автомобилей. Весной 2021 года журнал За рулём вручил модели Гран-при, как лучшей новинке российского рынка 2020 года в классе «Компактные полноприводные кроссоверы». Итоги подводились с учётом голосования читателей издания, по результатам обработки более 80 тысяч анкет.
Авторевю единственное автомобильное издание, журналисты которого являются (или являлись) представителями России в наиболее значимых мировых и европейских международных автожурналистских конкурсах: European Car of the Year (сейчас в жюри входит Сергей Знаемский), World Car of the Year (в жюри входил Леонид Голованов), Engine of the Year (в жюри входит Леонид Голованов), Truck of the Year и Van of the Year (в жюри обоих входит Фёдор Лапшин). В 2020 году Авторевю впервые решило провести собственный конкурс на определение лучшей новинки года на автомобильном рынке России, назвав премию «Рейтинг-тест Авторевю 2020». В конкурсе приняли участие 32 новые модели, начало официальных продаж которых в России приходилось на период с 1 октября 2019 по 30 сентября 2020 года. Баллы начислялись по самым разнообразным критериям, включая: актуальность машины для рынка РФ, доступность на фоне конкурентов, ездовые испытания на полигоне, гоночной трассе, дорогах общего пользования и по другим критериям. В итоге абсолютным победителем был назван Škoda Karoq.
Кроссовер в целом получил высокие оценки от журналистов по итогам проведённых тест-драйвов, а в сравнительных испытаниях с прямыми конкурентами Karoq неоднократно одерживал победу.

## Автомобиль сопровождения в велогонках
Škoda является транспортным партнёром двух из трёх самых престижных соревнований в шоссейном велоспорте — Гранд Туров: Тур де Франс (с 2004 года) и Тур Испании (Вуэльта, с 2011 года). Во время проведения веломногодневок для организации и сопровождения гонок предоставляется до 250 автомобилей разных моделей. Плюс Škoda выступает спонсором награды за спринтерскую номинацию, обладатель которой получает «зелёную майку» (Green Jersey), и на Тур де Франс, и на Вуэльте. Это связано в том числе с историческими корнями, ведь компания Laurin & Klement (предшественник Škoda) начала свою деятельность в 1895 году с производства велосипедов. Поэтому как только Karoq вышел на рынок, то модель сразу же стала принимать участие в качестве автомобиля сопровождения в Гранд Турах Тур де Франс и Тур Испании.

## Безопасность
Автомобиль прошёл тест Euro NCAP в 2017 году:

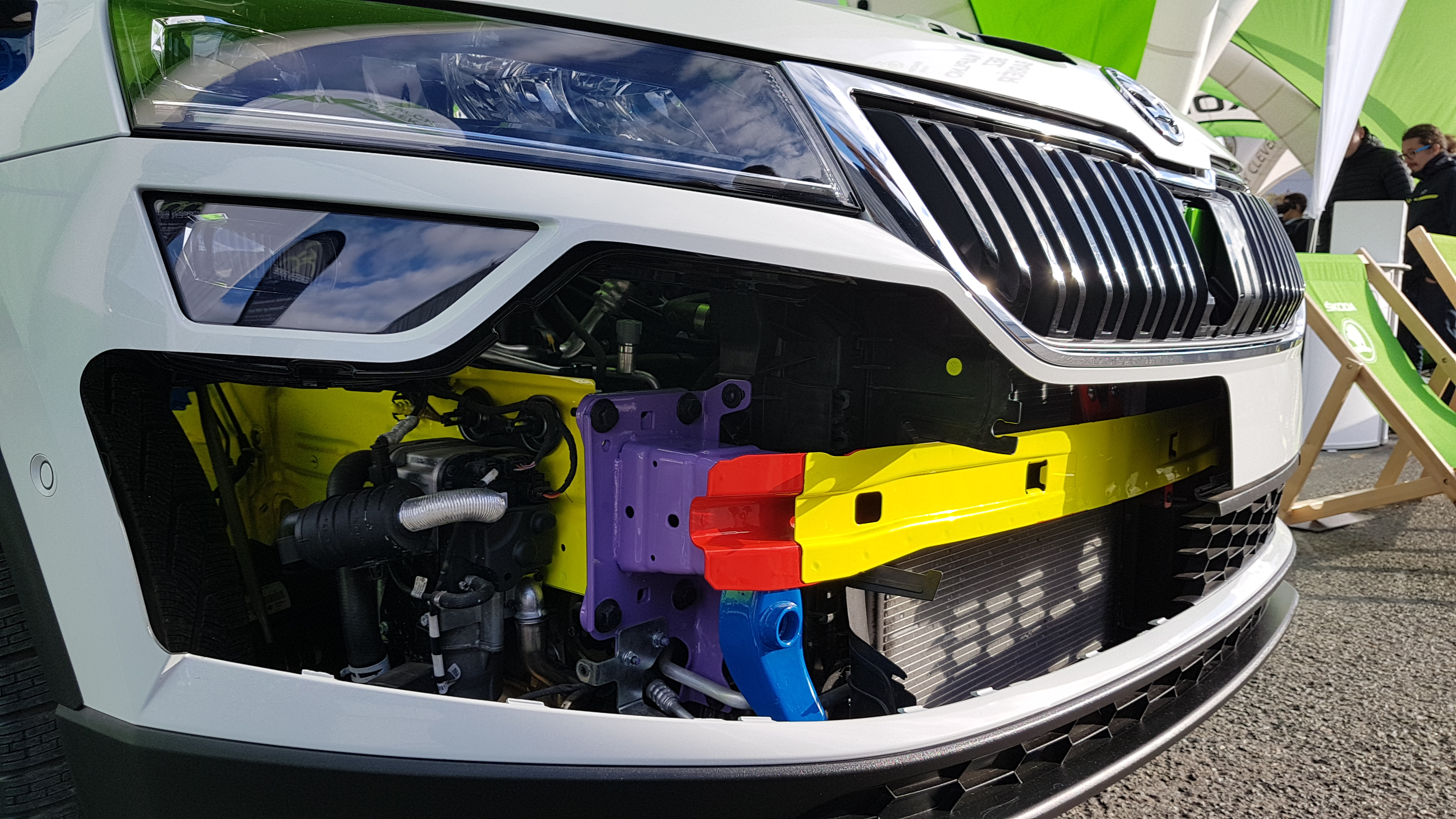
Škoda Karoq без части переднего бампера. Видны элементы кузова, смягчающие последствия при лобовом ударе

| Euro NCAP                                                              | Euro NCAP | Euro NCAP | Euro NCAP             |
| ---------------------------------------------------------------------- | --------- | --------- | --------------------- |
| · общий рейтинг                                                        |           |           |                       |
| 93%                                                                    | 79%       | 73%       | 58%                   |
| взрослый пассажир                                                      | ребёнок   | пешеход   | активная безопасность |
| Протестированная модель: Skoda Karoq 1.6 diesel 'Ambition', LHD (2017) |           |           |                       |

## Технические характеристики
Бензиновые двигатели
| Название    | Период выпуска        | Серия двигателя | Объём, тип, количество клапанов, особенности | Мощность при об/мин              | Крутящий момент при об/мин | Число передач и тип КПП | Макс.скорость | Разгон 0–100 км/ч [сек] | Расход топлива [л/100 км] | Выбросы CO2 [г/км] |
| ----------- | --------------------- | --------------- | -------------------------------------------- | -------------------------------- | -------------------------- | ----------------------- | ------------- | ----------------------- | ------------------------- | ------------------ |
| 1.6 MPI     | 2020— (только Россия) | VW EA211        | 1598 cc, I4, 16V DOHC                        | 81 кВт (110 л.с.) при 5800       | 155 Нм при 3800–4000       | 5-ступенчатая МКПП      | 182 км/ч      | 11,2                    | 6,0                       | 161                |
| 1.6 MPI     | 2020— (только Россия) | VW EA211        | 1598 cc, I4, 16V DOHC                        | 81 кВт (110 л.с.) при 5800       | 155 Нм при 3800–4000       | 6-ступенчатая АКПП      | 178 км/ч      | 12,7                    | 7,2                       | 164                |
| 1.0 TSI     | 2017—                 | VW EA211        | 999 cc, I3, 12V DOHC, турбонаддув            | 85 кВт (115 л.с.) при 5000–5500  | 200 Нм при 2000–3500       | 6-ступенчатая МКПП      | 187 км/ч      | 10,6                    | 5,1                       | 117                |
| 1.0 TSI     | 2017—                 | VW EA211        | 999 cc, I3, 12V DOHC, турбонаддув            | 85 кВт (115 л.с.) при 5000–5500  | 200 Нм при 2000–3500       | 7-ступенчатая DSG       | 186 км/ч      | 10,7                    | 5,2                       | 119                |
| 1.2 TSI     | 2018— (только Китай)  | VW EA211        | 1197 cc, I4, 16V DOHC, турбонаддув           | 85 кВт (116 л.с.)                | —                          | 7-ступенчатая DSG       | —             | —                       | —                         | —                  |
| 1.4 TSI     | 2018— (только Китай)  | VW EA211        | 1395 cc, I4, 16V DOHC, турбонаддув           | 110 кВт (150 л.с.)               | 250 Нм при 1750–3000       | 7-ступенчатая DSG       | —             | —                       | —                         | —                  |
| 1.4 TSI     | 2018— (только Россия) | VW EA211        | 1395 cc, I4, 16V DOHC, турбонаддув           | 110 кВт (150 л.с.) при 5000      | 250 Нм при 1500–4000       | 8-ступенчатая АКПП      | 199 км/ч      | 9,2                     | 6,3                       | 160                |
| 1.4 TSI 4x4 | 2018— (только Россия) | VW EA211        | 1395 cc, ACT, I4, 16V DOHC, турбонаддув, 4x4 | 110 кВт (150 л.с.) при 5000-6000 | 250 Нм при 1500–3500       | 6-ступенчатая DSG       | 192 км/ч      | 9,0                     | 5,2                       | 184                |
| 1.4 TSI 4x4 | 2021— (только Россия) | VW EA211        | 1395 cc, I4, 16V DOHC, турбонаддув, 4x4      | 110 кВт (150 л.с.) при 5000-6000 | 250 Нм при 1500–3500       | 7-ступенчатая DSG       | 194 км/ч      | 8,8                     | 8,1                       | 184                |
| 1.5 TSI     | 2017—                 | VW EA211 evo    | 1498 cc, I4, 16V DOHC, турбонаддув           | 110 кВт (150 л.с.) при 5000–6000 | 250 Нм при 1500–3500       | 6-ступенчатая МКПП      | 204 км/ч      | 8,9                     | 5,3                       | 121                |
| 1.5 TSI     | 2017—                 | VW EA211 evo    | 1498 cc, I4, 16V DOHC, турбонаддув           | 110 кВт (150 л.с.) при 5000–6000 | 250 Нм при 1500–3500       | 7-ступенчатая DSG       | 203 км/ч      | 9,0                     | 5,6                       | 126                |
| 1.5 TSI 4x4 | 2017—                 | VW EA211 evo    | 1498 cc, I4, 16V DOHC, турбонаддув, 4x4      | 110 кВт (150 л.с.) при 5000–6000 | 250 Нм при 1500–3500       | 7-ступенчатая DSG       | 196 км/ч      | 9,1                     | 6,5                       | 149                |
| 2.0 TSI 4x4 | 2018—                 | VW EA888        | 1984 cc, I4, 16V DOHC, турбонаддув, 4x4      | 140 кВт (190 л.с.) при 4200–6000 | 320 Нм при 1500–4100       | 7-ступенчатая DSG       | 211 км/ч      | 7                       | 7                         | 158                |

Дизельные двигатели
| Название    | Период выпуска | Серия двигателя | Объём, тип, количество клапанов, особенности         | Мощность при об/мин              | Крутящий момент при об/мин | Число передач и тип КПП | Макс.скорость | Разгон 0–100 км/ч [сек] | Расход топлива [л/100 км] | Выбросы CO2 [г/км] |
| ----------- | -------------- | --------------- | ---------------------------------------------------- | -------------------------------- | -------------------------- | ----------------------- | ------------- | ----------------------- | ------------------------- | ------------------ |
| 1.6 TDI     | 2017—          | VW EA288        | 1598 cc, I4, 16V DOHC, common rail, турбонаддув      | 85 кВт (115 л.с.) при 3250–4000  | 250 Нм при 1750–3200       | 6-ступенчатая МКПП      | 186 км/ч      | 11                      | 4,4                       | 116                |
| 1.6 TDI     | 2017—          | VW EA288        | 1598 cc, I4, 16V DOHC, common rail, турбонаддув      | 85 кВт (115 л.с.) при 3250–4000  | 250 Нм при 1750–3200       | 7-ступенчатая DSG       | 186 км/ч      | 11,1                    | 4,6                       | 122                |
| 2.0 TDI     | 2017—          | VW EA288        | 1968 cc, I4, 16V DOHC, common rail, турбонаддув      | 110 кВт (150 л.с.) при 3500–4000 | 340 Нм при 1750–3000       | 6-ступенчатая МКПП      | 205 км/ч      | 9                       | 4,6                       | 121                |
| 2.0 TDI 4x4 | 2017—          | VW EA288        | 1968 cc, I4, 16V DOHC, common rail, турбонаддув, 4x4 | 110 кВт (150 л.с.) при 3500–4000 | 340 Нм при 1750–3000       | 6-ступенчатая МКПП      | 196 км/ч      | 8,9                     | 5,1                       | 134                |
| 2.0 TDI 4x4 | 2017—          | VW EA288        | 1968 cc, I4, 16V DOHC, common rail, турбонаддув, 4x4 | 110 кВт (150 л.с.) при 3500–4000 | 340 Нм при 1750–3000       | 7-ступенчатая DSG       | 195 км/ч      | 8,8                     | 5,5                       | 144                |
| 2.0 TDI 4x4 | 2017—          | VW EA288        | 1968 cc, I4, 16V DOHC, common rail, турбонаддув, 4x4 | 140 кВт (190 л.с.) при 3500–4000 | 400 Нм при 1900–3300       | 7-ступенчатая DSG       | 211 км/ч      | 7                       | 5,3                       | 139                |

## Галерея

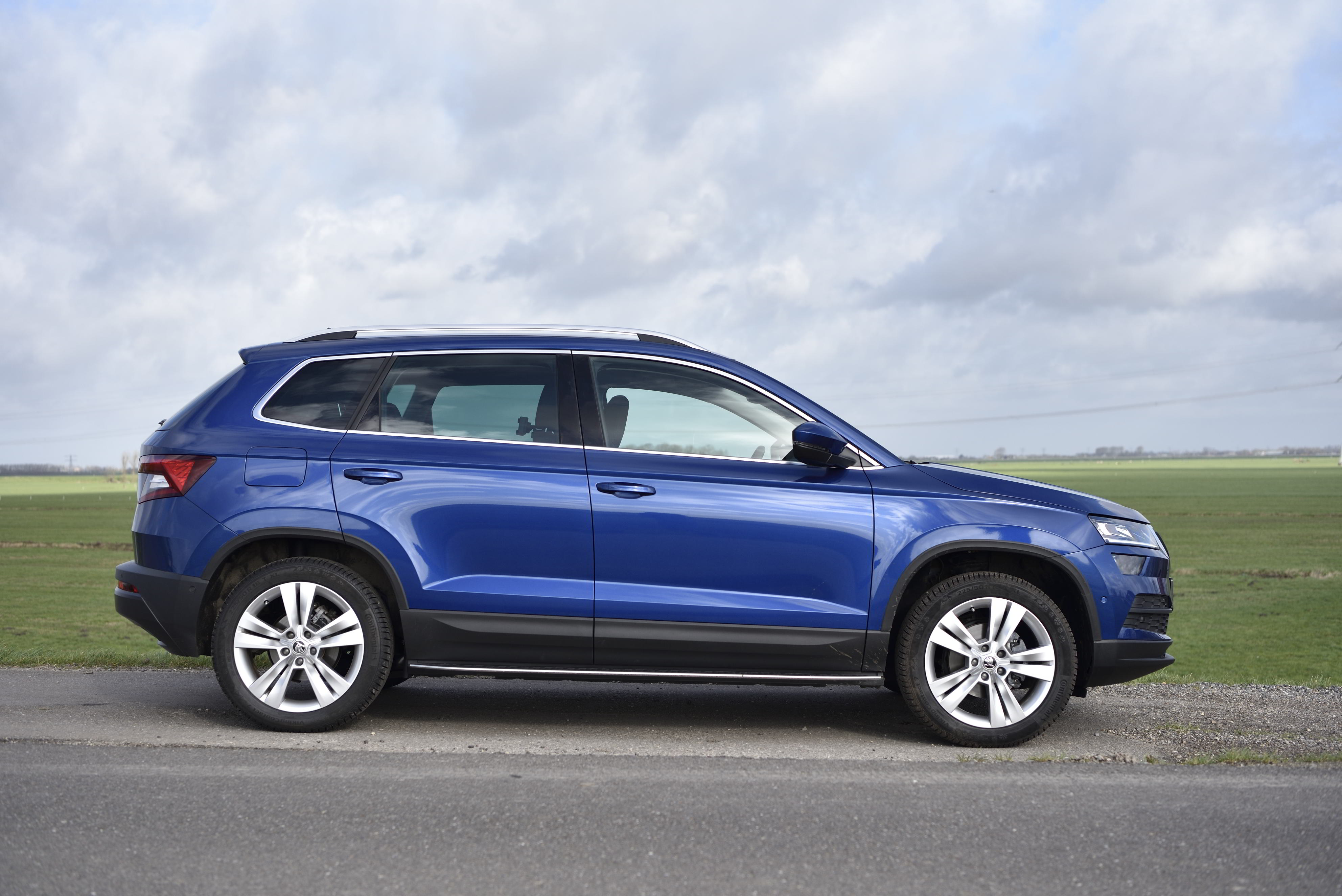
Škoda Karoq в профиль
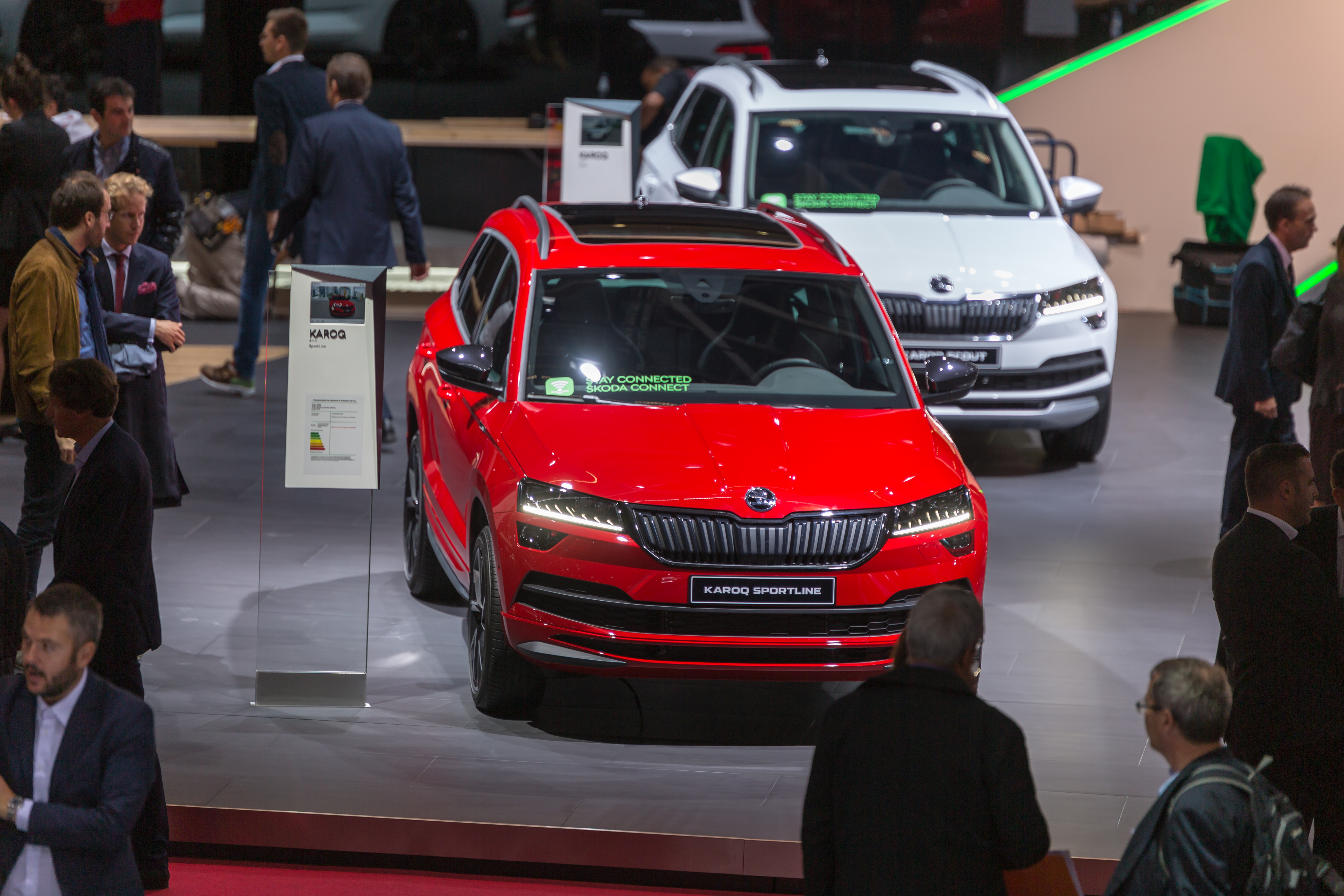
Škoda Karoq с панорамной крышей
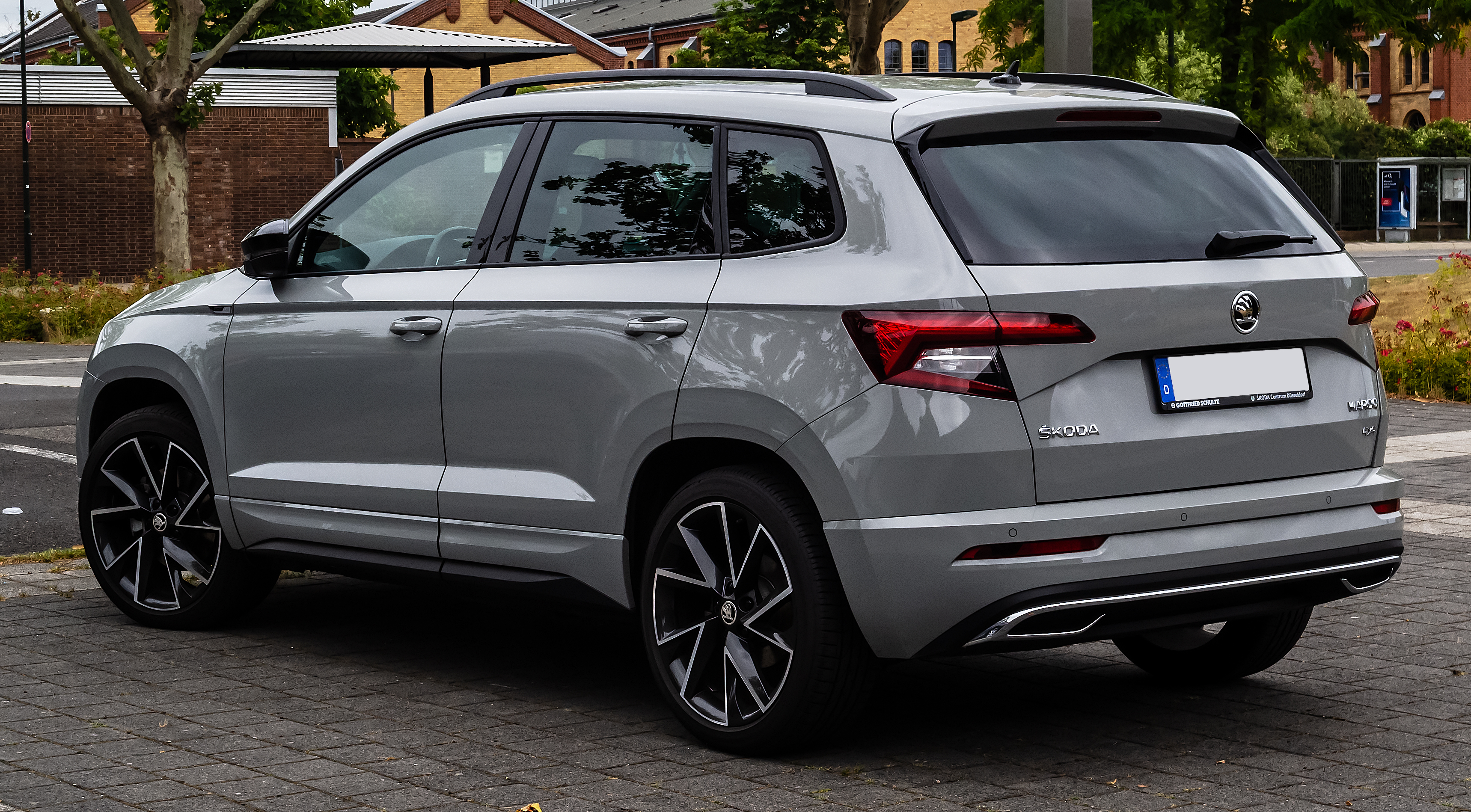
Škoda Karoq SportLine
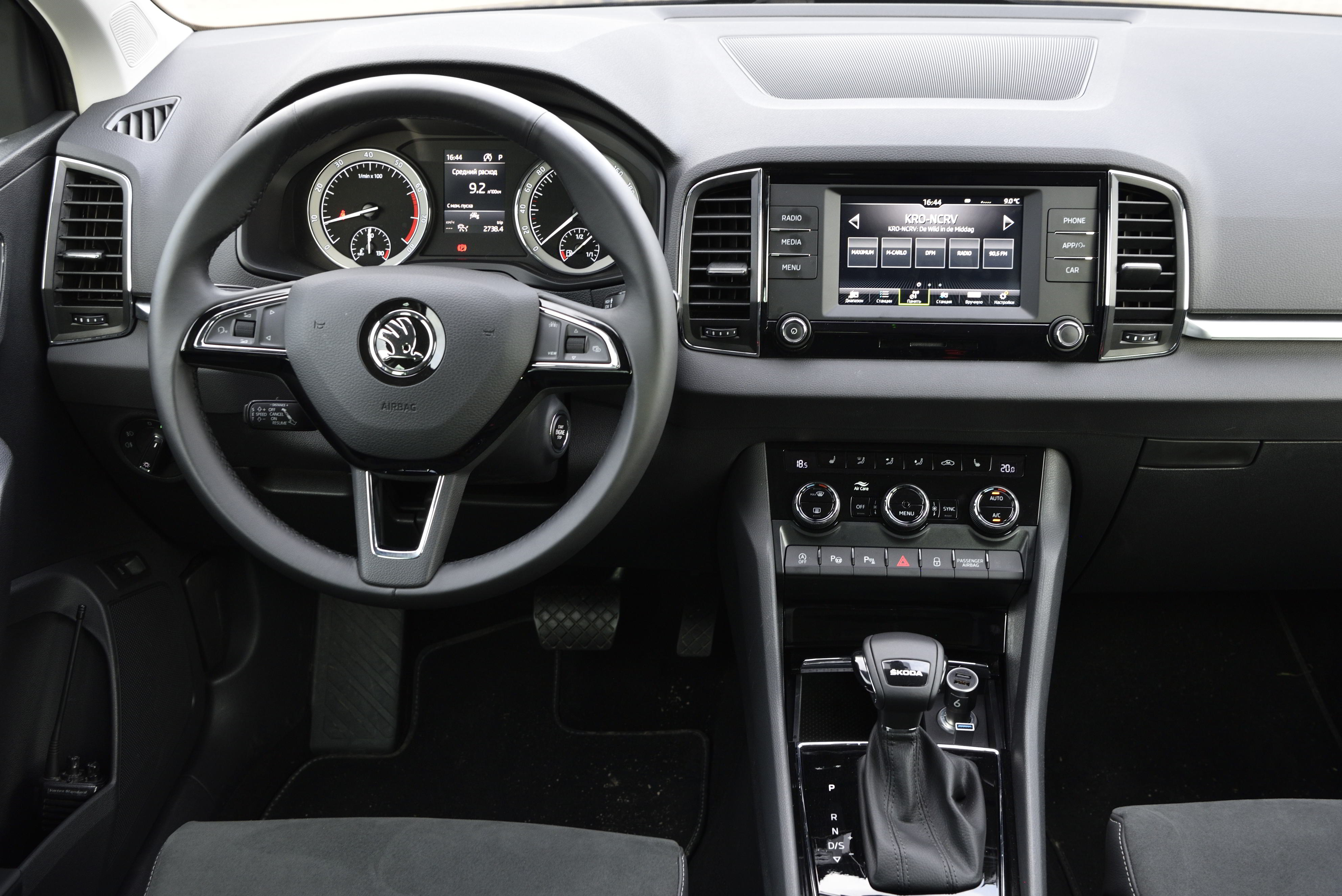
Интерьер Škoda Karoq
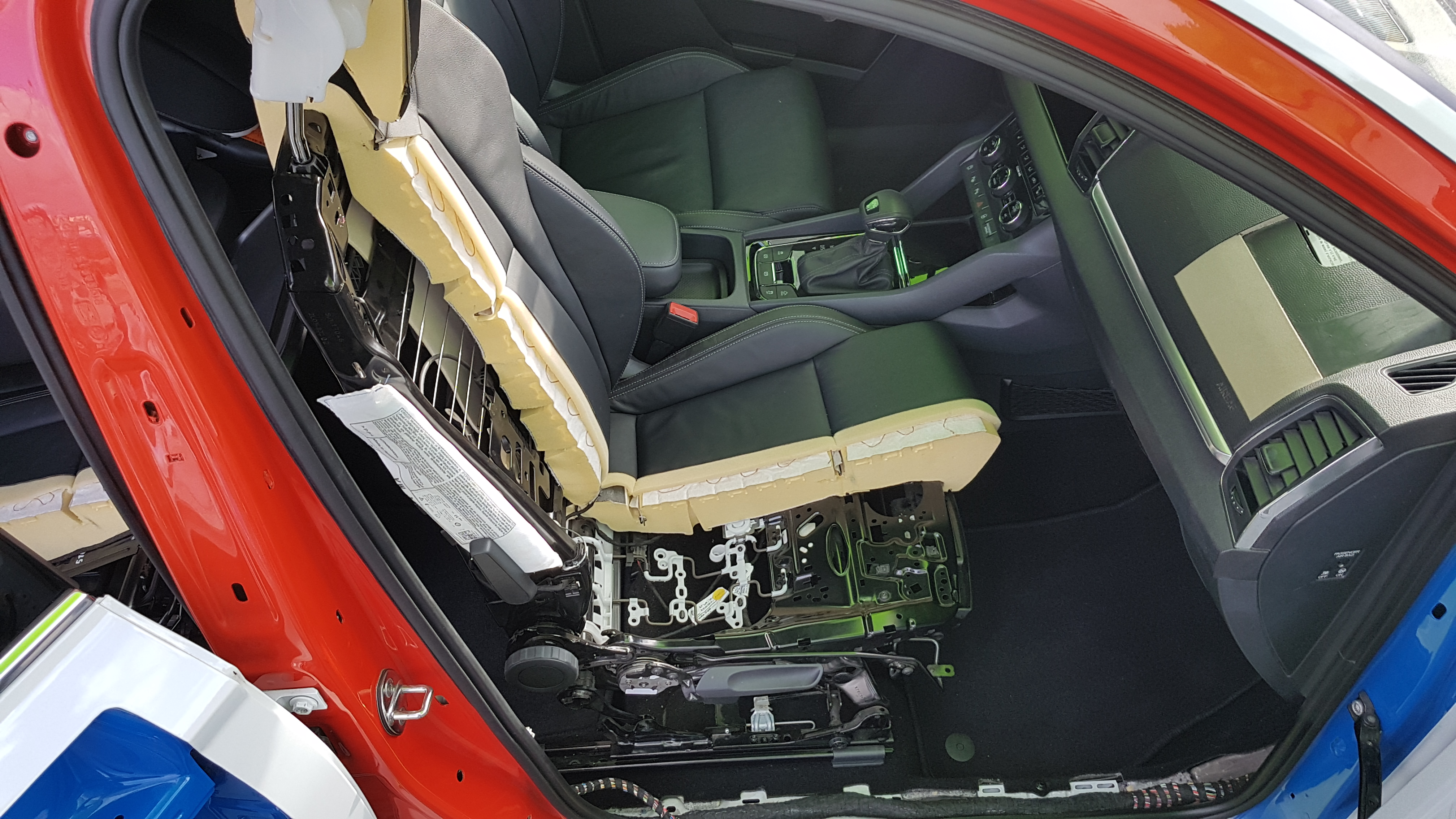
Переднее кресло в разрезе
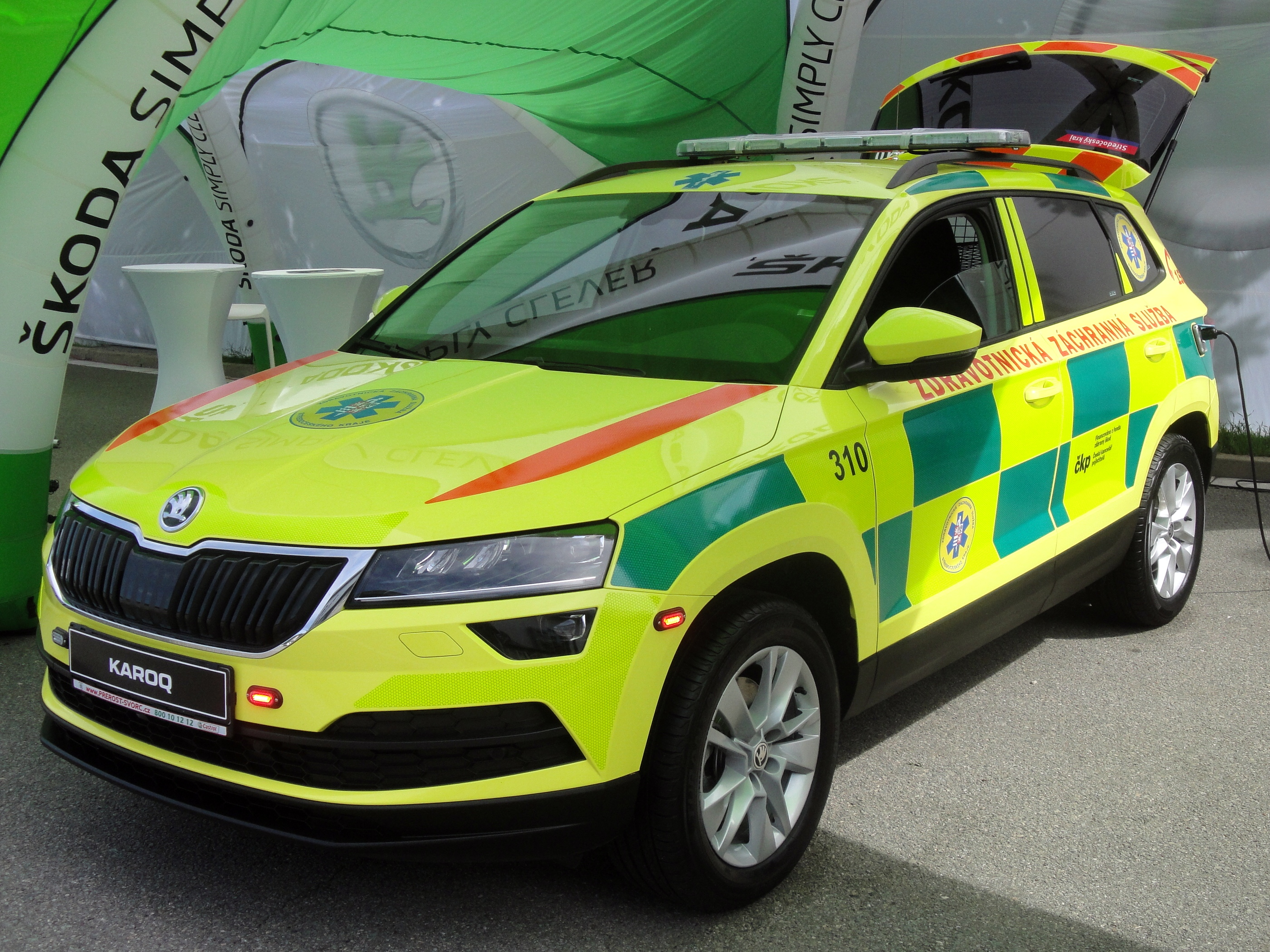
Версия для медицинской службы